# گراسیوزا
گراسیوزا (به پرتغالی: Graciosa) یک جزیره در پرتغال است که در Santa Cruz da Graciosa واقع شده‌است. گراسیوزا ۴٬۳۹۱ نفر جمعیت دارد.